# 船塚
船塚（ふなつか）とは、宮崎県宮崎市内の地名。中央西地域自治区に属している。郵便番号は880-0031。2023年現在、船塚1-3丁目が設置されており、住居表示実施地域である。

## 地理
宮崎市の中心部、中央西地域自治区に属す。かつて宮崎大学船塚キャンパスが設置されており、木花キャンパス移転までは当地に本部が置かれていた。跡地として1丁目に宮崎公立大学、宮崎大学教育学部附属学校園、2丁目に宮崎公立大学グラウンド、3丁目に宮崎県総合文化公園が設置され、宮崎市の文教地区の中心となっているほか、閑静な住宅地となっている。北を神宮西1丁目、東を神宮、南を花殿町、西を丸山と接する。

## 歴史
- 1927年 - 江平町・大字下北方の一部をもって船塚町が成立
- 1972年 - 船塚町の一部をもって神宮西が成立。
- 1973年 - 船塚町の一部をもって神宮・和知川原が成立。
- 1975年
  - 船塚町・下北方町・神宮町・祇園町・神宮西町・西丸山町・霧島町・和知川原町をもって船塚1-3丁目が成立。
  - 船塚町の一部をもって丸山が成立。
  - 船塚町が消滅。

## 世帯数と人口
2023年（令和5年）8月1日現在の世帯数と人口は以下の通りである。
| 町丁      | 世帯数  | 人口  |
| --------- | ------- | ----- |
| 船塚1丁目 | 222世帯 | 405人 |
| 船塚2丁目 | 391世帯 | 745人 |
| 船塚3丁目 | 339世帯 | 717人 |

## 小・中学校の学区
市立小・中学校に通う場合、学区は以下の通りとなる。
| 町名               | 小学校             | 中学校               |
| ------------------ | ------------------ | -------------------- |
| 船塚（一部を除く） | 宮崎市立西池小学校 | 宮崎市立宮崎西中学校 |
| 船塚3丁目の一部    | 宮崎市立大宮小学校 | 宮崎市立大宮中学校   |

## 交通

### バス
宮交グループの運営するバスが営業している。

## 施設
- 宮崎公立大学
- 宮崎大学船塚キャンパス（教育学部附属学校園）
  - 宮崎大学教育学部附属幼稚園
- 宮崎県総合文化公園
  - 宮崎県立図書館
  - 宮崎県立美術館
  - 宮崎県立芸術劇場